# Thomas R. Fitzgerald
Pour les articles homonymes, voir Thomas Fitzgerald et Fitzgerald.
Thomas R. Fitzgerald, né le 10 juillet 1941 à Chicago et mort le 1er novembre 2015 à La Grange (Illinois), est juge à la cour suprême de l'Illinois de 2000 à 2010. 
Le 19 mai 2008, il est élu le président (Chief Justice) de la Cour suprême de l'Illinois. Il entre en fonction le 6 septembre 2008 et le reste jusqu'en octobre 2010.

## Histoire électorale
| Fonction                             | Années | Élection | Vainqueur         | Voix      | %        |
| ------------------------------------ | ------ | -------- | ----------------- | --------- | -------- |
| Juge à la cour suprême de l'Illinois | 2000   | Générale | Thomas Fitzgerald | 1 423 973 | 100,00 % |
| Juge à la cour suprême de l'Illinois | 2010   | Générale | Thomas Fitzgerald | 759 267   | 78,24 %  |

Légende : ..Parti démocrate.. * sortant